# ケープペンギン属
ケープペンギン属（ケープペンギンぞく、Spheniscus）は、鳥綱ペンギン目ペンギン科に分類される属。別名フンボルトペンギン属。

## 形態
上面は黒く、下面は白い。胸部には黒い帯模様が入る（マゼランペンギンでは2本）。下面に黒い斑点が入る。
顔には羽毛のない裸出部があり、ピンク色になることもある。

## 分類
属名Spheniscusは、古代ギリシャ語で「楔」の意があるsphēn, sphēnosに由来する。泳ぐ姿が由来になっているとされる。
以下の分類・英名は IOC World Bird List (v10.1)、和名は山階(1986)に従う。
- Spheniscus demersus ケープペンギン African penguin
- Spheniscus humboldti フンボルトペンギン Humboldt penguin
- Spheniscus magellanicus マゼランペンギン Magellanic penguin
- Spheniscus mendiculus ガラパゴスペンギン Galapagos penguin

## 生態
マゼランペンギンを除いて食物が豊富であれば年に複数回、繁殖を行う。一方でエルニーニョなどによって食物が不足すると繁殖しない。グアノや地面に掘った巣穴や茂み・岩の割れ目などに巣をつくる。

## 画像

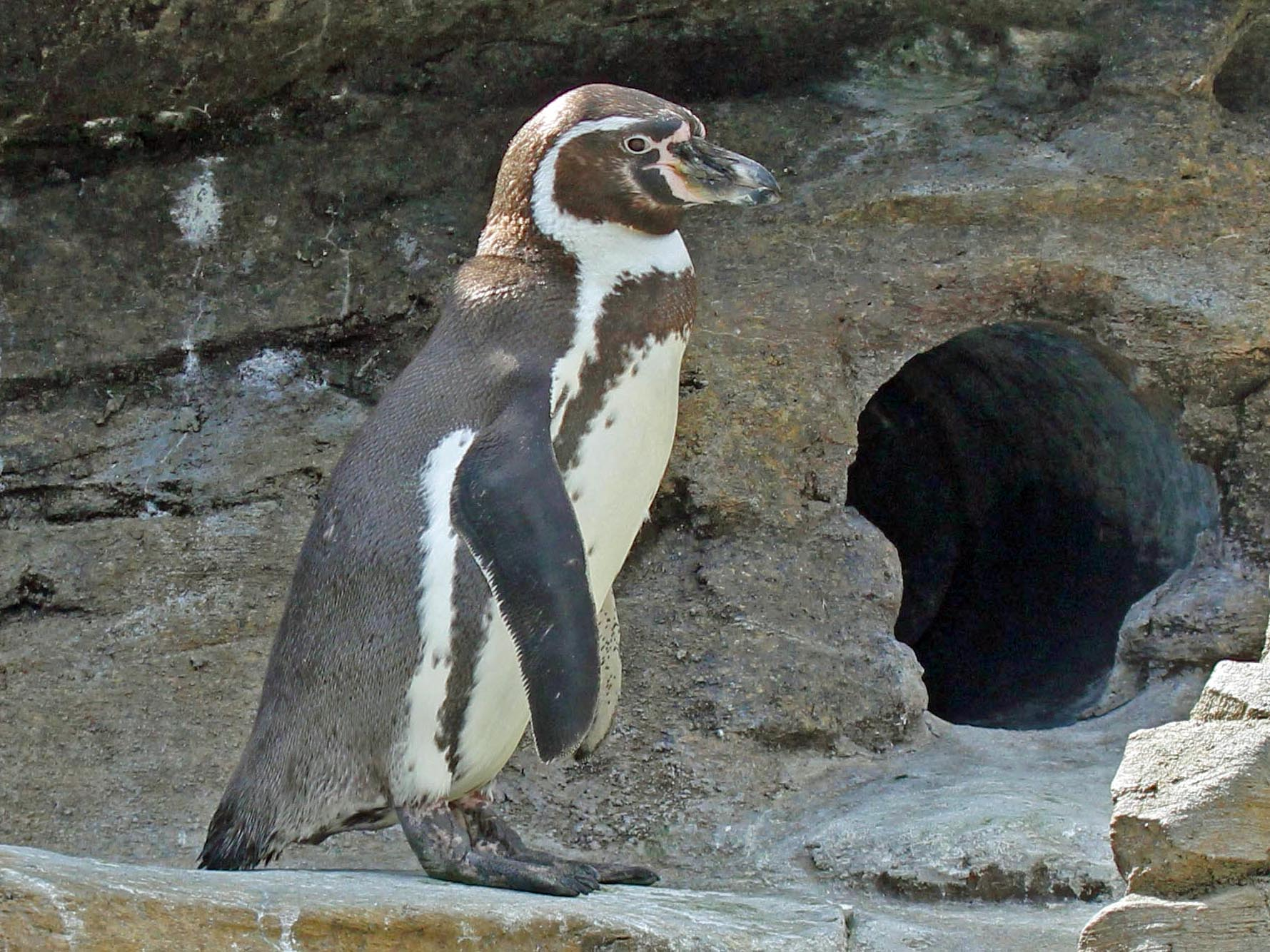
フンボルトペンギン S. humboldti
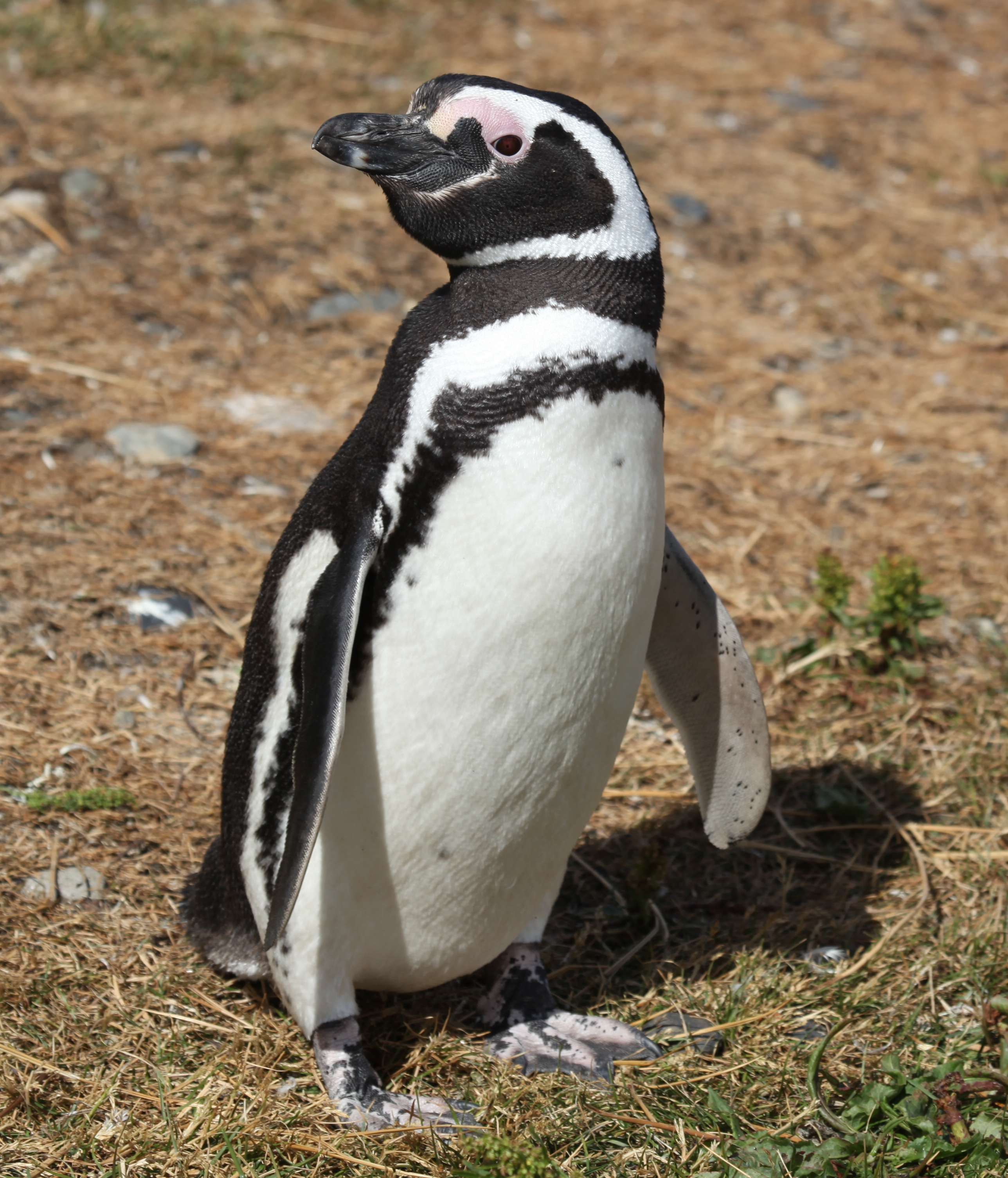
マゼランペンギン S. magellanicus
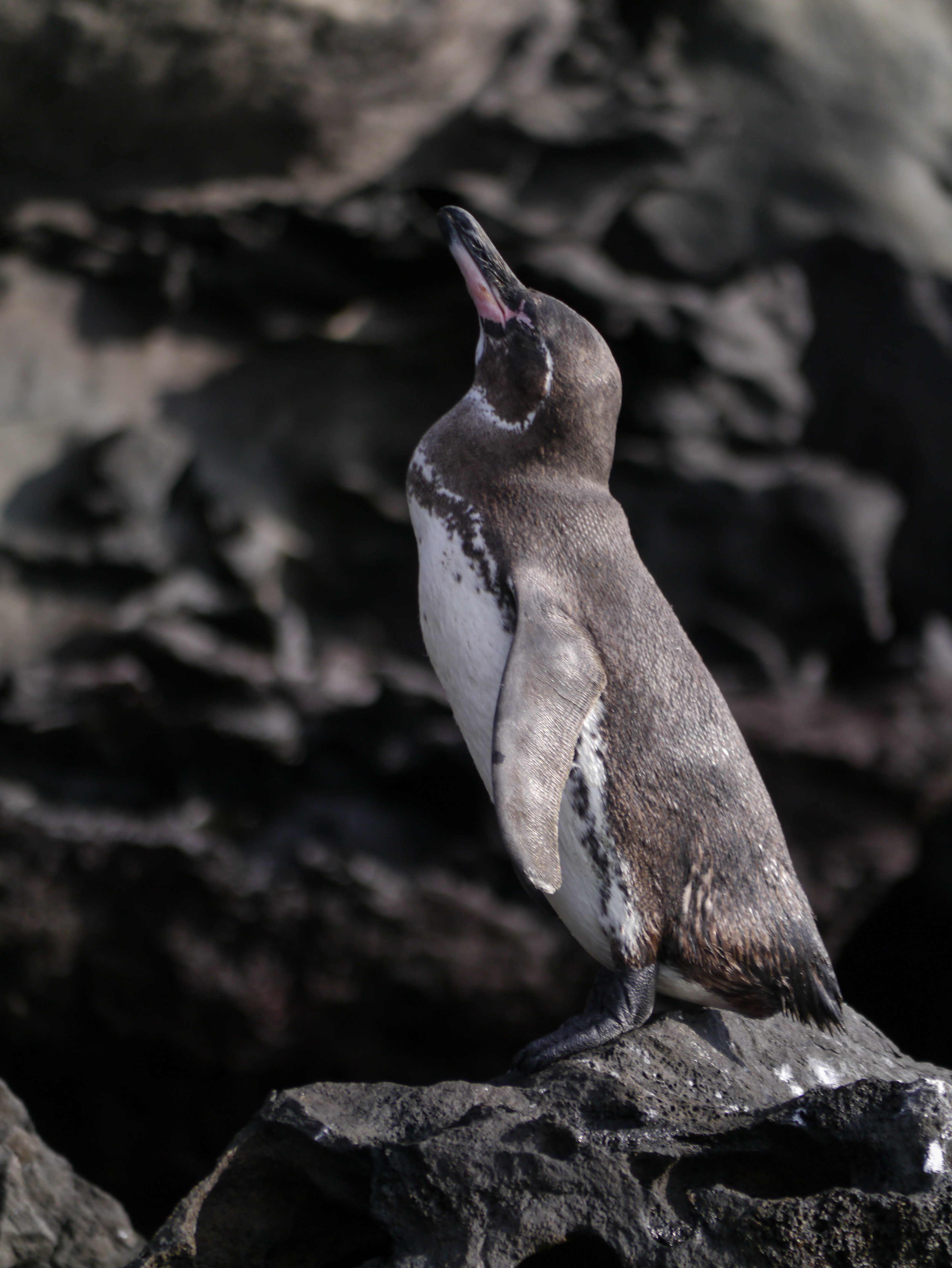
ガラパゴスペンギン S. mendiculus